# 抽絲剝繭
《抽絲剝繭》（英語：The Silkworm）是英國作家J·K·羅琳在2014年以筆名羅勃·蓋布瑞斯（Robert Galbraith）出版的一部犯罪小說。這是以私家偵探作為主角的柯莫藍·史崔克系列第二本小說，也是2013年《杜鵑的呼喚》的續集，隨後接續的是2015年的《邪惡事業》。

## 標題
本書標題是從「邦彼士墨利」（Bombyx Mori）衍生出，是拉丁文「蠶」的意思。意涵取自——把蠶吐絲結成的繭活生生放在水中煮，以不破壞蠶繭的方式抽取繭絲。在小說背景下，《邦彼士墨利》是一個具有爭議的手稿，其作者昆恩藉書中同名主角所遭受的反复虐待與折磨，極盡所能地描寫周遭每個人的惡行與醜態，包括他的妻子、經紀人、出版人、編輯、兩名老朋友，以及情婦，都無法逃過其惡毒之筆，因此他們都極力想阻止這本書出版。 

## 内容梗概
在成功破獲露拉·藍德利案的幾個月後，私家偵探柯莫藍·史崔克（Cormoran Strike）已開始積聚名氣，生意也得到相當的改善。但還是仍持續辦理離婚案件及徵信，並偶爾幫一個小報記者在工作上給予幫助。道別記者後，史崔克搭地鐵回到位於丹麥街的辦公室樓上作為新家的租屋處（前住戶是樓下酒吧經理）休息補眠（兩夜沒睡）後，助理羅賓·艾拉寇特（Robin Ellacott）告知他見舊客戶的時間已到及新客戶來臨，是一位叫莉奧諾拉·昆恩（Leonora Quine）的中年婦女，她希望能找到她丈夫，已失蹤十天的臭名遠播作家歐文·昆恩（Owen Quine）。
歐文·昆恩曾被譽為文學天才，試圖重建他過去的成就。史崔克發現他失踪的手稿為他的最新小說——《邦彼士墨利》（Bombyx Mori），其內容嚴重洩漏個人隱私並被廣泛討論。倫敦文學界認為該作品並不適於出版，裏頭基本上就是強姦、虐戀、酷刑、姦屍和食人等使人不愉快的情節結合體，而且充滿對於周遭人們的誹謗。
史崔克與羅賓的關係逐漸惡化，尤其是她的未婚夫馬修的出現。羅賓覺得受到打擊與忽略，她立志要成為一名出色的調查員。對她而言，打擊是不願意被迫在未婚夫和她的工作之間作一個選擇。史崔克發現昆恩的屍體被綑綁且開膛剖肚，陳屍於一間廢棄的房子。
史崔克把調查重點著重於手稿中描繪的七個人：昆恩的妻子莉奧諾拉、情婦凱瑟琳·肯特、門徒琵琶·密基利、經紀人伊麗莎白·塔賽爾、酒鬼編輯傑瑞·華德格瑞夫、出版商東家丹尼爾·查德，和以前的朋友兼同事邁可·范寇特。犯罪嫌疑人開始互相指責，指責對方不僅謀殺昆恩，但代筆一部分《邦彼士墨利》，因為手稿中的字跡與昆恩的不一致。
馬修的母親突然離世，使得馬修和羅賓之間的關係進一步緊張。羅賓為了幫助史崔克調查，險些錯過未婚夫母親的喪禮，並在不經意間被馬修發現在說謊。面對未婚夫對於工作上的反對，羅賓面對著在工作和婚姻生活中做出選擇。
隨著對莉奧諾拉不利的證據一一浮現，史崔克以邁可·范寇特為調查重點，動機為一份匿名發布的惡意仿作，模仿對象為邁可·范寇特的前妻雅絲蓓（Elspeth）也因此導致雅絲蓓自殺，而有謠言指出這份惡意仿作即來自於昆恩。隨著到調查的進行，訪問了憤怒的凱瑟琳·肯特和琵琶·密基利的遭遇後，無法解釋小說的內容。起初他懷疑有其他幫兇，但隨著調查的進行，發現書稿並非由昆恩撰寫，作者另有其人，為何有人要冒名使用昆恩的名字呢？是否作者就是兇手？
隨著羅賓的幫助下，終於想通了整個犯罪的邏輯，並為凶手設下陷阱，一步一步吸引兇手現身，並找回真正的原稿出版，幫助已故作家昆恩創造暢銷紀錄，並且使昆恩遺孀母女因版稅得到良好的照顧。而史崔克和羅賓之間也因為一起破案的過程中坦言而對。最終，史崔克了解到羅賓對於調查工作的熱愛，出資送他去上調查專業課程。

## 人物

### 主要角色
柯莫藍·史崔克， 36歲，11月23日生日，生活拮据的私家偵探。面臨幾個客戶及龐大債務，最近和女友分手，不得不搬進並以在丹麥街的辦公室為家。在阿富汗戰爭中失去一條腿。他小有名氣，這部分要歸功於他的搖滾明星父親和他曾經破獲一起知名謀殺案。
蘿蘋·維妮西雅·艾拉寇特（Robin Venetia Ellacott），25歲，10月9日生日， 史崔克的搭擋兼秘書，熱衷於偵探工作，非常聰明能幹。現在正在史崔克的機構內部的全職角色，她立志成為她自己的權利的調查員。

### 案情相關角色
歐文·昆恩，作家，曾被譽為前衛作家，首屆“文學造反派”之一。他已經花了幾十年試圖重新他的第一部小說，成功《荷巴特之罪》，都無濟於事。他被認為是自戀和不安全的極致，僅僅是因為在他的作品尚未開發的潛力的陰影容忍。
- 在《邦彼士墨利》（蠶）的書中角色為邦彼士（Bombyx）[9]，一個年輕的天才作家，住在一群天生愚笨盲目，看不出他有天分的人的島嶼上。賞識和毫無根據的，促使他去尋找他的偶像，但發現他們只尋求用他吃他的生命面前虐待他。

莉奧諾拉·昆恩，昆恩的妻子，也是昆恩被謀殺後的主要犯罪嫌疑人。她花費幾乎所有的時間都照顧他們患有智力殘疾的女兒，奧蘭多。
- 書中角色為魔女（Succuba）[9]，在一個醜陋的女人誰在奴役持有家蠶體內妖並多次強姦他。

凱絲琳·肯特，昆恩的女朋友，同時也是被倫敦出版界大多數廠商拒絕出版的「情色幻想」系列小說《梅琳娜傳奇》的作者。
- 書中角色為女妖（Harpy）[11]，一個美麗的女人與一個可怕的畸形，暗示是乳腺癌的原油和殘忍的比喻。

琵琶·密基利，一個女人變性接受治療提前變性手術的。她成為以他教一個創意寫作課程後迷戀昆恩，反過來，被她的個人故事的啟發，因為它與他的小說原著相吻合。
- 書中角色為陰陽人（Epicoene）[12]，一個奴隸哈比，誰試圖逃脫她的家蠶離合器。家蠶積極響應，直到她“唱”，或顯露她的變性身份給他，他發現可怕的。

伊麗莎白·塔賽爾，一個失敗的作家，成為了文學經紀人。她在倫敦文學界的邊緣生活和工作，深感不滿，透過欺負她的員工來發洩。
- 書中角色為壁虱（The Tick）[9]，寄生女人誰家蠶培養的人才螞蟥掉他。

傑瑞·華德格瑞夫，昆恩的長期遭受苦難的編輯，誰願意忍受他的幾個人之一。他的名聲是由奎因的行為毀了，導致他的婚姻，輪到他酗酒的破裂。
- 書中角色為剪刀手（The Cutter）[13]，有角，巨魔一樣的動物，無情地摧毀了家蠶的工作。他怀揣暗示攜帶流產胎兒一個渾身是血麻袋，並試圖淹死其他生物。

邁可·范寇特，原叛軍文學的一個，誰去成為一名暢銷書作家。他認為文學是一種藝術形式，而藝術只能算是當它引發的社會討論，因為很多; 然而，這比他深深厭惡女人的意見的藉口而已。
- 書中角色為虛榮（Vainglorious）[12]，著名作家和家蠶的偶像。他顯露是一個騙子，折磨他的妻子肖象使他更堅定自己的創意，並通過他的痛苦了藝術。

丹尼爾·查德，倫敦一家專門從事現代文學的羅普查德出版公司執行長（the president of Roper Chard）。他缺乏社交技巧，並暗示是一個潛在的同性戀。
- 書中角色為色老二（Phallus Impudicus）[14]，一個人誰謀殺作家偷自己的才華，侵犯了他們的屍體與他的患病的陰莖。

### 其他角色
馬修·約翰·康利菲，蘿蘋未婚夫，從事會計師，始終不太滿意未婚妻為工作。儘管相當緊張她的工作罷工的結果，最終羅賓告訴他關於她的是一個偵探一生的夢想和馬修接受，讓他雖然不喜歡它了她做。
李察·安士提，警視廳的偵探。史崔克認為他是一個有能力的調查員，但缺乏想像力。
奧蘭多·昆恩，昆恩患有智力殘疾的女兒。她是昆恩生活中唯一沒有出現在《蠶》手稿中的人，這是暗示她是他真正關心的人。
露西（Lucy），史崔克同父異母的妹妹，也是他唯一經常往來的親人。
艾力山大“艾爾”·羅克比（Alexander "Al" Rokeby），對父親的身邊打擊的同父異母的弟弟，他有任何接觸家庭的父親身邊的唯一成員。
妮娜·拉塞勒（Nina Lascelles），羅珀在查德初級編輯誰幫助打擊收購家蠶手稿。她變得迷戀他，追求他一個浪漫的關係，這是沒有回報。
約瑟夫·諾斯（Joe North），奎因和凡考特的美國作家和朋友，死於艾滋病。其屋子在荒廢二十多年後，成為昆恩陳屍之處。
克里斯欽·費雪（Christian Fisher），小眾出版社的誰漏編輯家蠶手稿。
多米尼克·卡爾培柏（Dominic Culpepper），小報記者，有時會僱用史崔克幫忙調查。
夏綠蒂·羅斯（Charlotte Ross），史崔克的前女友。11月21日生日，在他們分手後，她已經與另一個男人訂婚，但繼續對史崔克明嘲暗諷。